# Esgrima en los Juegos Panafricanos de 2015
El Esgrima en los Juegos Panafricanos de 2015 se llevó a cabo entre los días 9 y 18 de setiembre de 2015 en la ciudad de Brazzaville y que constó de 12 eventos ( 6 de varones y 6 de mujeres).

## Resultados
| Evento                        | Oro                    | Plata               | Bronce                              |
| ----------------------------- | ---------------------- | ------------------- | ----------------------------------- |
| Florete Individual Masculino  | Alaaeldin Abouelkassem | Roman Djitli        | Mohamed Ayoub Ferjani Mohamed Essam |
| Sable Individual Masculino    | Fares Ferjani          | Hichem Samandi      | Ziad Elsissy Ahmed Ehab             |
| Espada Individual Masculina   | Ahmed Elsaghir         | Ayman Mohamed Fayez | Mohannad Saif Babacar Kadam         |
| Sable Masculino Por Equipos   | Egipto                 | Túnez               | Senegal                             |
| Florete Masculino Por Equipos | Egipto                 | Túnez               | Argelia                             |
| Espada Masculina Por Equipos  | Egipto                 | Senegal             | Mali                                |
| Espada Individual Femenil     | Sarra Besbes           | Ayah Mahdy          | Nardin Ehab Nourhan Desouky         |
| Florete Individual Femenil    | Iness Boubakri         | Haifa Jabri         | Anissa Khalfaoui Hadil Elsharkawy   |
| Sable Individual Femenil      | Mennatalla Ahmed       | Mariam El Sway      | Ndeye Fatou Thiam Nour Montaser     |
| Florete Femenil Por Equipos   | Túnez                  | Argelia             | Egipto                              |
| Espada Femenil Por Equipos    | Sudáfrica              | Egipto              | Túnez                               |
| Sable Femenil Por Equipos     | Egipto                 | Argelia             | Senegal                             |

## Medallero
| # | País      | Oro | Plata | Bronce | Total |
| - | --------- | --- | ----- | ------ | ----- |
| 1 | Egipto    | 7   | 4     | 9      | 20    |
| 2 | Túnez     | 4   | 4     | 2      | 10    |
| 3 | Sudáfrica | 1   | 0     | 0      | 1     |
| 4 | Argelia   | 0   | 3     | 2      | 5     |
| 5 | Senegal   | 0   | 1     | 4      | 3     |
| 6 | Mali      | 0   | 0     | 1      | 1     |
|   | Total     | 12  | 12    | 18     | 42    |